# Анималистические эпитеты

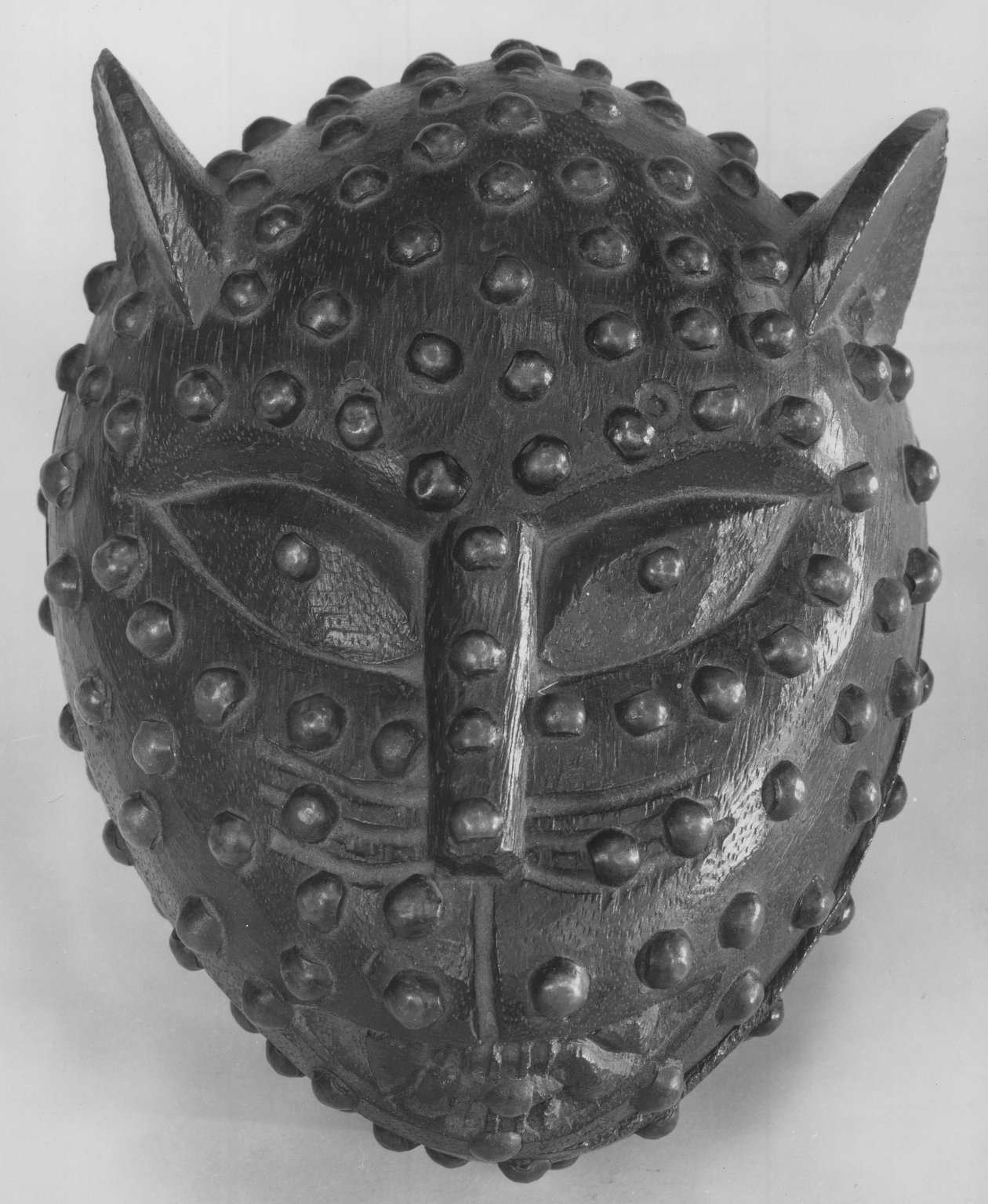
Маска леопарда, обозначавшего в Бенине человека с властью (XIX век)

Анималисти́ческий эпи́тет, или зооэпи́тет, — эпитет, характеризующий человека или группу людей путём сравнения их с животными. Могут принимать форму как сравнения с животным («упрямый как осёл»), так и метафоры — прямого называния им («осёл» в смысле «глупый»).
Анималистические эпитеты использовались с классических времён для усиления различных характеристик. Имена, связанные с животными, находят распространение в разных странах. Некоторые анималистические эпитеты являются пейоративами и используются в политических кампаниях.

## История

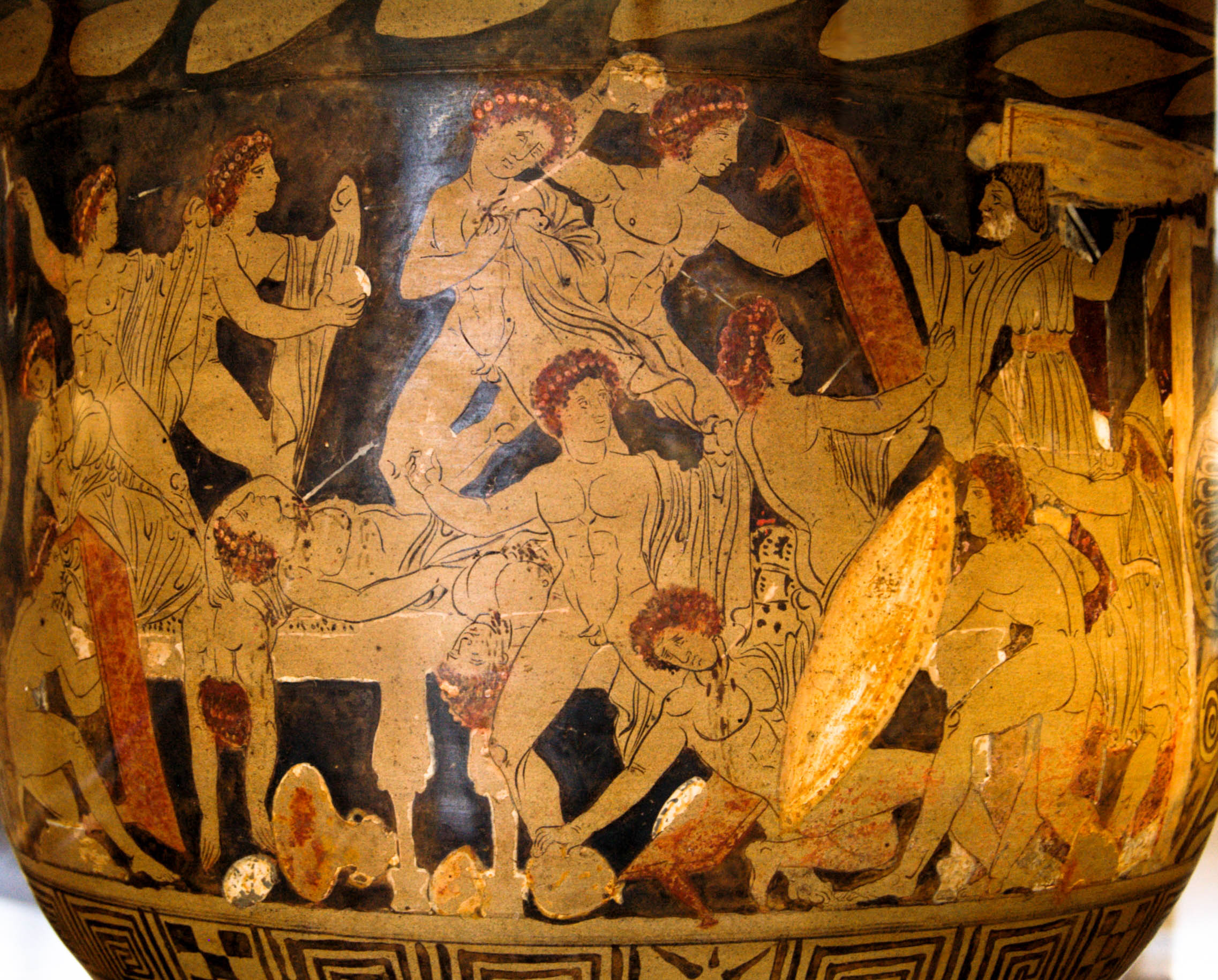
Одиссей, убивающий поклонников Пенелопы по возвращении домой, называется в «Одиссее» Гомера храбрым как лев. Изображение на сосуде 330 года до н. э.

В культуре Древней Греции и Древнего Рима стереотипы, связанные с животными, активно развивались, и к началу нашей эры анималистические эпитеты применялись много к чему, включая такие абстрактные концепции, как любовь и страх. Авторы использовали отсылки к животным для усиления какой-либо идеи: например, у Гомера в «Илиаде» и «Одиссее» лев означает храбрость. У Вергилия в «Энеиде» Карфаген сравнивается с колонией муравьёв — с одной стороны, трудолюбивых, сильных, лояльных, организованных — ровно таких, какими хотел бы наполнить мир Эней, — но, с другой стороны, это представляет Карфаген хрупким и малозначительным, легко уничтоженным Римом.

## Применение
Анималистические эпитеты могут использоваться как пейоративы, будучи весьма оскорбительными в некоторых культурах. Иногда они используются в политических кампаниях: например, в 1890 году глава профсоюза Чамми Флеминг промаршировал с группой безработных по улицам Мельбурна под лозунгом «Кормитесь нашей плотью и кровью, капиталистические гиены, это ваш похоронный пир» (англ. Feed on our flesh and blood you capitalist hyenas: it is your funeral feast), а в 1958 году кубинское правительство назвало революционера Эрнесто Че Гевару «коммунистической крысой».
Анималистические эпитеты не ограничены млекопитающими: например, сравнение с улиткой означает крайнюю медлительность сравниваемого, а сравнение со слизнем показывает ленивость и отвратительность. Лягушатник — пейоратив французов, произошедший от использования лягушек во французской кухне.

## Статистика
В английском, немецком и литовском языках наиболее частой категорией животных, используемых в сравнениях, являются сельскохозяйственные животные, псовые и птицы. 92 % немецких и всего 47 % английских анималистических эпитетов являются метафорами, остальные — сравнениями.
| Группа животных               | Частота | Доля сравнений | Примеры сравнений                                         | Доля метафор | Примеры метафор                                                        |
| ----------------------------- | ------- | -------------- | --------------------------------------------------------- | ------------ | ---------------------------------------------------------------------- |
| Псовые                        | 13 %    | 49 %           | голоден как волк, устал как собака                        | 51 %         | хитрый лис, одинокий волк                                              |
| Птицы                         | 13 %    | 35 %           | чёрн как ворон                                            | 65 %         | болтливый попугай, безответственная кукушка, зоркий сокол, голубь мира |
| Насекомые                     | 7 %     | 81 %           | трудолюбив как пчела, жалит как шершень                   | 19 %         | противный таракан, изменчивый кузнечик                                 |
| Сельскохозяйственные животные | 41 %    | 54 %           | силён как вол, послушен как овечка, упрям как осёл        | 46 %         | глупый осёл, трусливая овца                                            |
| Другие животные               | 7 %     | 50 %           | медлительный как улитка                                   | 50 %         | изменчивый хамелеон                                                    |
| Водные животные               | 6 %     | 57 %           | плавать как рыба                                          | 43 %         | уродливая жаба                                                         |
| Кошачьи                       | 8 %     | 40 %           | храбр как лев                                             | 60 %         | мягкая кошка                                                           |
| Грызуны                       | 5 %     | 62 %           | сумасшедший как мартовский заяц, размножаться как кролики | 38 %         | испуган как заяц                                                       |

В сербском языке чаще всего используются следующие животные, начиная с самых популярных: свинья, цыплёнок, собака, корова, обезьяна, курица, крыса, индейка, мышь, змея, кошка, лис, овца, лиса, червь. Корова и лиса обозначали внешность человека, свинья — привычки в еде, лис и индейка характеризовали интеллект, а остальные — характер.